# Leggett (California)
Leggett è un census-designated place degli Stati Uniti d'America, situato nella Contea di Mendocino, in California. 
È circondato da alcune delle sequoie più alte del mondo. Nei pressi di Leggett ha inizio la California State Route 1, strada che corre lungo la costa californiana del Pacifico fino al capolinea meridionale di Dana Point.